# Кармелюк, Юрий Анатольевич
Юрий Анатольевич Кармелюк (укр. Юрій Анатолійович Кармелюк; 2 июля 1971, Донецк — 13 июля 2008, Донецк) — советский и украинский футболист.

## Клубная карьера
Футбольную карьеру начал в 1990 году в дубле донецкого «Шахтёра», также сыграл два матча в Кубке Федераций. В 1991 году защищал цвета военного клуба СКА (Киев) . По завершении военной службы выступал за любительский клуб «Уголёк» (Донецк) и команду шахты Кировская. В августе 1995 года усилил состав стрыйской «Скалы». В начале 1996 года принял приглашение донецкого «Металлурга». В 1998 году перебрался в Россию, где в течение двух лет выступал за «Ладу» (Димитровград), которая впоследствии сменила название на «Лада-Симбирск» В течение нескольких лет в профессиональных клубах не выступал, пока летом 2004 года не оказался в донецком «Олимпике», где был играющим тренером. В сезоне 2007/08 годов защищал цвета донецкого «Титана», после чего завершил карьеру игрока.

## Тренерская карьера
Еще будучи игроком начал тренерскую деятельность. В 2004 году возглавил донецкий «Олимпик», которым руководил до апреля 2008 года. Затем был играющим тренером донецкого «Титана».

## Достижения
«Металлург» (Донецк)
- Первая лига
  - Чемпион: 1996/97

- Вторая лига
  - Серебряный призер: 1995/96 (Группа «Б»)